# Hans Pusback
Hans Wilhelm Franz Peter Pusback (* 13. Februar 1891 in Hamburg-Bergedorf; † 4. Oktober 1965 in Bremerhaven) war ein deutscher Kapitän, Kaufmann, Politiker (NSDAP, CDU) und für Bremerhaven Mitglied der Bremischen Bürgerschaft.

## Biografie

### Familie, Ausbildung, Beruf
Pusback stammte aus einer Hamburger Beamtenfamilie. Nach dem Besuch eines Gymnasiums, das er mit der Mittleren Reife abschloss, absolvierte er die Seefahrtschule und fuhr auf verschiedenen Segelschiffen. Ab 1917 wohnte er in Bremerhaven. 1919 erwarb er das Kapitänspatent. Von 1924 bis 1936 fuhr er als Schiffsoffizier auf verschiedenen Schiffen des Norddeutschen Lloyds (NDL). Ab 1936 war er Kapitän des Kühlschiffs Brake der Union Handels- und Schiffahrtsgesellschaft Bremen. Im Zweiten Weltkrieg diente er auf dem Schweren Kreuzer Lützow, zuletzt als Korvettenkapitän. Der Kreuzer war im Nordatlantik beim Unternehmen Weserübung vor Norwegen und anderen Unternehmen im Einsatz, zuletzt in der Ostsee.
Pusback war ab 1945 als selbstständiger Kaufmann eines Kranbetriebes und einer Spedition in Bremerhaven - Lehe tätig. Den Betrieb erweiterte er 1948 um den Bereich Kohle- und Mineralölhandel.
Er war verheiratet und hatte einen Sohn.

### Politik

#### 1935–1945
Pusback trat zum 1. April 1935 der NSDAP bei (Mitgliedsnummer 3.605.345); er wurde 1938 für einige Monate ausgeschlossen wegen Mitgliedschaft in einer Freimaurerloge. Auf Antrag Pusbacks wurde der Ausschluss im Juli 1938 auf wieder rückgängig gemacht wird, seit November 1938 war er wieder Vollmitglied der NSDAP mit alter Mitgliedsnummer.
Von August 1939 – Februar 1945 war er Soldat (Korvettenkapitän), u. a. Chef der militärischen Spionageabwehr in Nordfrankreich.

#### Nach 1945
Im Mai 1949 wurde er nach zweimaliger Berufung gegen die steinstufung als „Mitläufer“ von der Berufungskammer Bremerhaven als „entlastet“ entnazifiziert. Der Einstufung lag die im Meldebogen angegebene Parteizugehörigkeit bis zum Ausschluss zugrunde, der Antrag auf
Rücknahme des Ausschlusses und die anschließende Fortdauer der Parteizugehörigkeit bis 1945 waren im Meldebogen nicht aufgeführt und kamen in den Spruchkammerverfahren auch nicht zur Sprache.
Pusback war Mitglied der CDU und von 1953 bis 1960 sowie 1965 Vorsitzender des CDU-Kreisverbandes Bremerhaven. Erfolglos kandidierte er 1953 für Bremen-Nord für den Bundestag. Ab den 1980er Jahren war er Mitglied im Stadtteilbeirat Bremen-Huchting.
Von 1955 bis 1959 war er Mitglied der 4. Bremischen Bürgerschaft und Mitglied verschiedener Deputationen.
Er gehörte 1955 der vierköpfigen Verhandlungsdelegation der CDU für die Bildung einer Großen Koalition in Bremen an, die zur Bildung des Senats Kaisen V führte.
Nach 1959 war er Mitglied der Bremerhavener Stadtverordnetenversammlung und in den 1960er Jahren bis zu seinem Tod ehrenamtlicher Stadtrat.

### Weitere Mitgliedschaften
Er war Mitglied und 1959/61 Stuhlmeister der Freimaurerloge Zum rechtweisenden Compaß in Bremerhaven.